# Osnovna šola Orehek
Osnovna šola Orehek Kranj se nahaja v mestni četrti Orehek mesta Kranj. 
Prvič je sprejela učence septembra 1973, prva generacija osmošolcev pa je zaključila šolanje leta 1998. Šola je nastala z odcepitvijo podružničnih šol Orehek in Mavčiče od tedanje matične šole Osnovna šola Lucijan Seljak (sedaj Osnovna šola Stražišče) in uvedbo predmetnega pouka. Za potrebe slednjega so leta 1997 zgradili nove prostore ob stavbi za razredni pouk na Orehku.